# Emmanuel Cattin
Emmanuel Cattin, né en 1966, est un philosophe français, spécialiste de métaphysique et de phénoménologie.

## Biographie
Ancien élève de l’École normale supérieure (1985)  et agrégé de philosophie, il soutient en 1996 une thèse sur Schelling à l'université Paris I. Nommé maître de conférences à l'université Blaise Pascal, il y est élu professeur des universités en 2004, et rejoint l'université Paris-Sorbonne en 2015 comme titulaire de la chaire de métaphysique, précédemment occupée par Jean-Luc Marion. 
Sa démarche phénoménologique propre consiste à comprendre l'apparaître comme manifestation de l'esprit, dans un dialogue constant avec Hegel et avec Heidegger. Il est également spécialiste de Nietzsche, ainsi que de philosophie de la religion. 
Depuis 2015, il dirige les collections « Bibliothèque des Textes philosophiques » et « Bibliothèque d’Histoire de la philosophie » chez Vrin.

## Publications

### Auteur
- Transformations de la métaphysique. Commentaires sur la philosophie transcendantale de Schelling, Paris, Vrin, 2001[4],[5].

- Schelling, Paris, Ellipses, 2003.
- La Décision de philosopher, Hildesheim, Georg Olms, 2005[6].
- Vers la Simplicité. Phénoménologie hégélienne, Paris, Vrin, 2010[7].
- Sérénité. Eckhart, Schelling, Heidegger, Paris, Vrin, 2012.
- Majestas Dei. Seigneurie et liberté, Paris, Vrin, 2018[8].
- La venue de la vérité. Phénoménologie de l’esprit selon Jean, Paris, Vrin, 2021Prix Raymond de Boyer de Sainte-Suzanne de l'Académie française (2022)[9]

### Traducteur
- Nietzsche, Le Service divin des Grecs, Paris, L'Herne, 1992
- Arrien (introduction et postface de Laurent Jaffro), Manuel d’Épictète, Paris, GF Flammarion, 1992
- Leibniz, « Éléments de la raison », Recherches générales sur l'analyse des notions et des vérités : 24 thèses métaphysiques et autres textes logiques et métaphysique, Paris, PUF, éd. Jean-Baptiste Rauzy,‎ 1998
- Schelling, Exposition de mon système de la philosophie, Paris, Vrin, 2000